# Universidad Badji Mokhtar de Annaba
La Universidad Badji Mokhtar de Annaba (en árabe:جامعة عنابة  -  باجي مختار, en francés: Université Badji Mokhtar d'Annaba) cuya abreviatura es UBMA, es una universidad pública argelina situada en la ciudad de Annaba. 
Cuenta con más de 40.000 estudiantes sumando los pertenecientes al plan antiguo, al nuevo y los postgrados (másteres y doctorados). El número de profesores investigadores asciende casi a los 2000 y otros tantos de personal administrativo y técnico.
La universidad de Annaba dispone de un régimen lingüístico bilingüe, esto es, las clases se imparten en árabe y francés según la disciplina o la asignatura. 

## Historia
La Universidad fue creada por la orden 75/28 del 29 de abril de 1975 siendo herencia del antiguo Instituto de Minas y Metalurgias de Annaba (IMMA) y apenas contó con 2 000 estudiantes el primer año de vida.
El nombre de la universidad, siguiendo con la tradición universitaria árabe de tener el nombre de persona junto con el de la ciudad, responde a una dedicatoria a un personaje relevante en la historia de la zona este del país, Badji Mokhtar.

## Facultades
La Universidad de Annaba es pluridisciplinar e imparte la formación y gestiona la investigación en varios campos científicos. La estructura interna de la Universidad se organiza de la siguiente manera.
| Campus            | Facultad                                                 | Grados                       |
| ----------------- | -------------------------------------------------------- | ---------------------------- |
| Sidi Amar         | Facultad de Ciencias                                     | Ciencias de la materia       |
| Sidi Amar         | Facultad de Ciencias                                     | Matemáticas-informática      |
| Sidi Amar         | Facultad de Ciencias                                     | Matemáticas                  |
| Sidi Amar         | Facultad de Ciencias                                     | Física                       |
| Sidi Amar         | Facultad de Ciencias                                     | Química                      |
| Sidi Amar         | Facultad de Ciencias                                     | Biología                     |
| Sidi Amar         | Facultad de Ciencias                                     | Ciencias del mar             |
| Sidi Amar         | Facultad de Ciencias                                     | Bioquímica                   |
| Sidi Amar         | Facultad de Ciencias de la tierra                        | Arquitectura                 |
| Sidi Amar         | Facultad de Ciencias de la tierra                        | Geología                     |
| Sidi Amar         | Facultad de Ciencias de la tierra                        | Minas                        |
| Sidi Amar         | Facultad de Ciencias de la tierra                        | Mantenimiento del territorio |
| Sidi Amar         | Facultad de Ciencias de la Ingeniería                    | Ciencias y técnicas 1        |
| Sidi Amar         | Facultad de Ciencias de la Ingeniería                    | Ciencias y técnicas 2        |
| Sidi Amar         | Facultad de Ciencias de la Ingeniería                    | Electromagnética             |
| Sidi Amar         | Facultad de Ciencias de la Ingeniería                    | Electrónica                  |
| Sidi Amar         | Facultad de Ciencias de la Ingeniería                    | Electrotécnica               |
| Sidi Amar         | Facultad de Ciencias de la Ingeniería                    | Ingeniería civil             |
| Sidi Amar         | Facultad de Ciencias de la Ingeniería                    | Ingeniería de materiales     |
| Sidi Amar         | Facultad de Ciencias de la Ingeniería                    | Ingeniería mecánica          |
| Sidi Amar         | Facultad de Ciencias de la Ingeniería                    | Ingeniería de procedimientos |
| Annaba            | Facultad de Derecho                                      | Derecho privado              |
| Annaba            | Facultad de Derecho                                      | Derecho público              |
| Annaba            | Facultad de Derecho                                      | Ciencias Políticas           |
| Annaba (Zafrania) | Facultad de Medicina                                     | Medicina                     |
| El Buni           | Facultad de Letras, Ciencias humanas y Ciencias sociales | Lengua y literatura árabes   |
| El Buni           | Facultad de Letras, Ciencias humanas y Ciencias sociales | Psicología                   |
| El Buni           | Facultad de Letras, Ciencias humanas y Ciencias sociales | Sociología                   |
| El Buni           | Facultad de Letras, Ciencias humanas y Ciencias sociales | Traducción e interpretación  |
| El Buni           | Facultad de Letras, Ciencias humanas y Ciencias sociales | Inglés                       |
| El Buni           | Facultad de Letras, Ciencias humanas y Ciencias sociales | Francés                      |
| El Buni           | Facultad de Letras, Ciencias humanas y Ciencias sociales | Italiano                     |
| El Buni           | Facultad de Letras, Ciencias humanas y Ciencias sociales | Comunicación                 |
| El Buni           | Facultad de Letras, Ciencias humanas y Ciencias sociales | Biblioteconomía              |
| El Buni           | Facultad de Letras, Ciencias humanas y Ciencias sociales | Historia                     |
| El Buni           | Facultad de Letras, Ciencias humanas y Ciencias sociales | Ciencias humanas y sociales  |
| El Buni           | Facultad de Letras, Ciencias humanas y Ciencias sociales | Educación física y deportiva |
| Sidi Achour       | Facultad de Ciencias económicas y ciencias de la gestión | Ciencias comerciales         |
| Sidi Achour       | Facultad de Ciencias económicas y ciencias de la gestión | Ciencias de gestión          |
| Sidi Achour       | Facultad de Ciencias económicas y ciencias de la gestión | Ciencias econónimas          |